# Megataphrus tenuicornis
Megataphrus tenuicornis là một loài bọ cánh cứng trong họ Zopheridae. Loài này được Casey miêu tả khoa học năm 1890.